# Agilent Technologies
 (février 2016).
Si vous disposez d'ouvrages ou d'articles de référence ou si vous connaissez des sites web de qualité traitant du thème abordé ici, merci de compléter l'article en donnant les références utiles à sa vérifiabilité et en les liant à la section « Notes et références ».
Agilent Technologies (souvent abrégé : « Agilent ») est une société qui développe et industrialise des instruments de mesure. Son siège se trouve à Santa Clara en Californie. Agilent a été formée par la scission le 28 juillet 1999 de Hewlett-Packard, Agilent reprenant à son compte l'activité historique d'instrumentation de Hewlett-Packard, tandis que le nom Hewlett-Packard était conservé par l'activité informatique.

## Débuts sous le nom Hewlett-Packard en 1939
Le 1er janvier 1939, la société Hewlett Packard est fondée à Palo Alto par deux grands amis tous les deux ingénieurs en électronique de l'université Stanford promotion 1934, William Hewlett et David Packard, à quelques kilomètres de San Francisco en Californie dans ce qui ne s'appelle pas encore la Silicon Valley avec 585 dollars. Bill Hewlett et Dave Packard ont parié à pile ou face si leur société allait s’appeler Hewlett-Packard ou Packard-Hewlett.
Hewlett-Packard conçoit, fabrique et commercialise des instruments d'essais et de mesures avec pour premier produit un oscillateur audio de précision, le modèle 200A innovant grâce à l'utilisation d'une ampoule électrique à titre de résistance stabilisée en température dans le circuit qui leur permet de simplifier l'utilisation de l'appareil et de baisser le coût de vente à 54,40 dollars au lieu de 200 dollars pour des versions moins stables. Leur premier client, les studios Walt Disney Pictures, leur achetèrent huit oscillateurs basse fréquence modèle 200B, à 71,50 dollars chacun, pour synchroniser les effets sonores de leur film Fantasia et développer le système Fantasound, précurseur du Dolby Surround.
En fin d'année 1939, une demi-douzaine de nouveaux produits d'électronique de mesure sont commercialisés avec entre autres un analyseur d'ondes à gros succès commercial qui fait de  Hewlett Packard un synonyme de sérieux, de qualité et de fiabilité.

## Nouvelle séparation en deux entités
En septembre 2013, Agilent annonce un projet de se scinder en deux sociétés cotées en bourse, l'une spécialisée dans les sciences de la vie  qui conserverait le nom Agilent, l'autre dans les mesures électroniques (activité historique de Hewlett-Packard), qui prend le nom de Keysight.

## Galerie

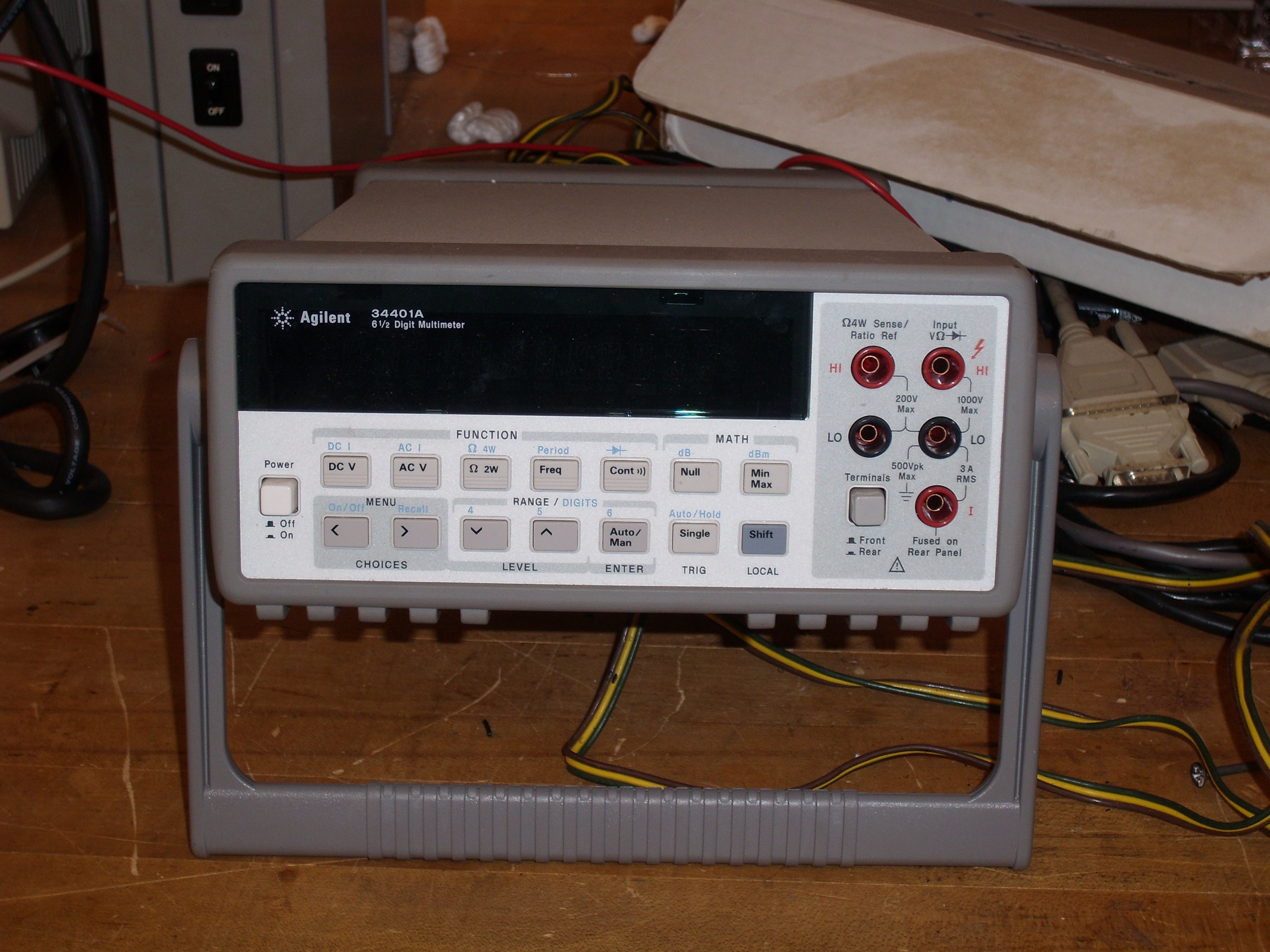
Un multimètre numérique
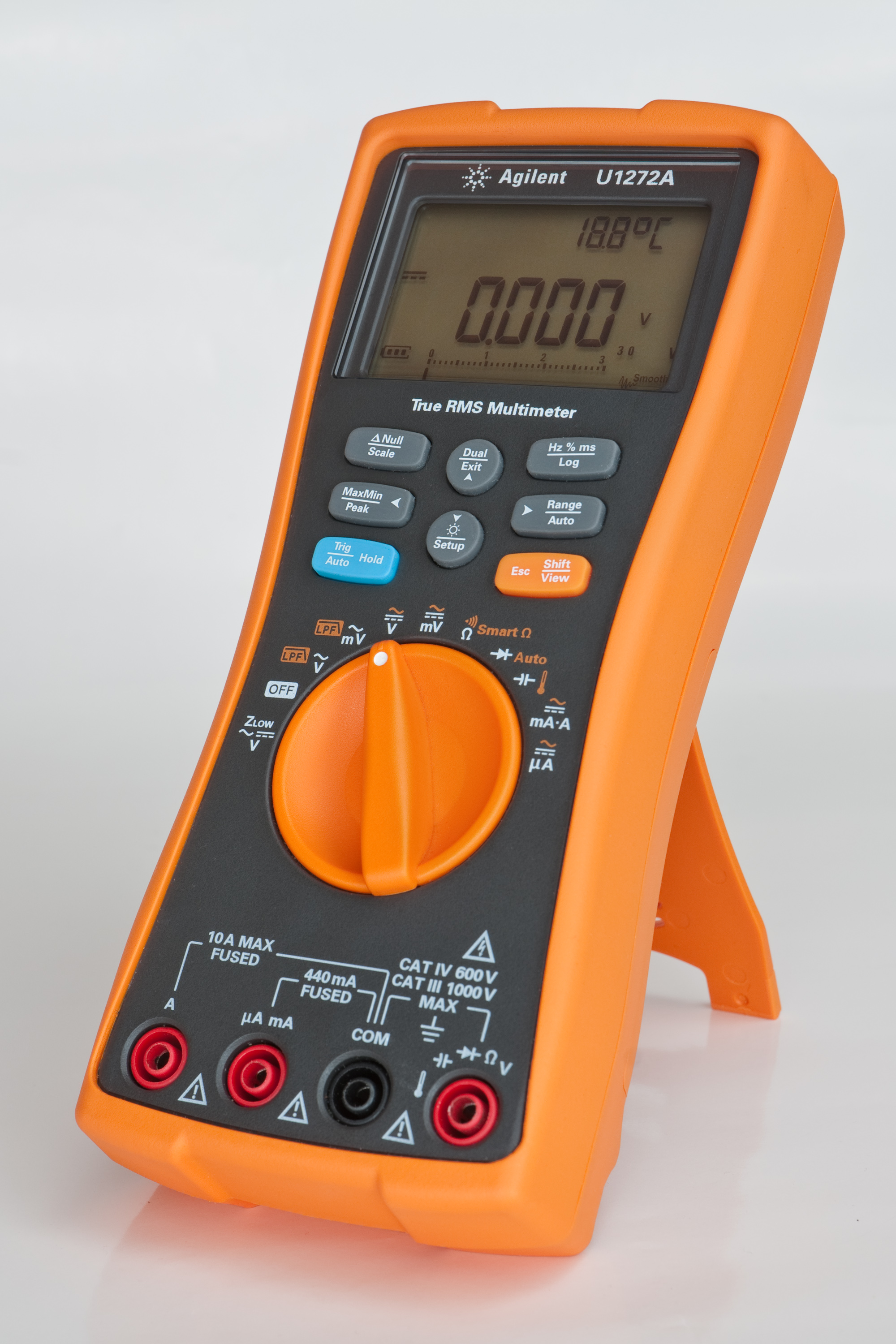
Un multimètre numérique portable
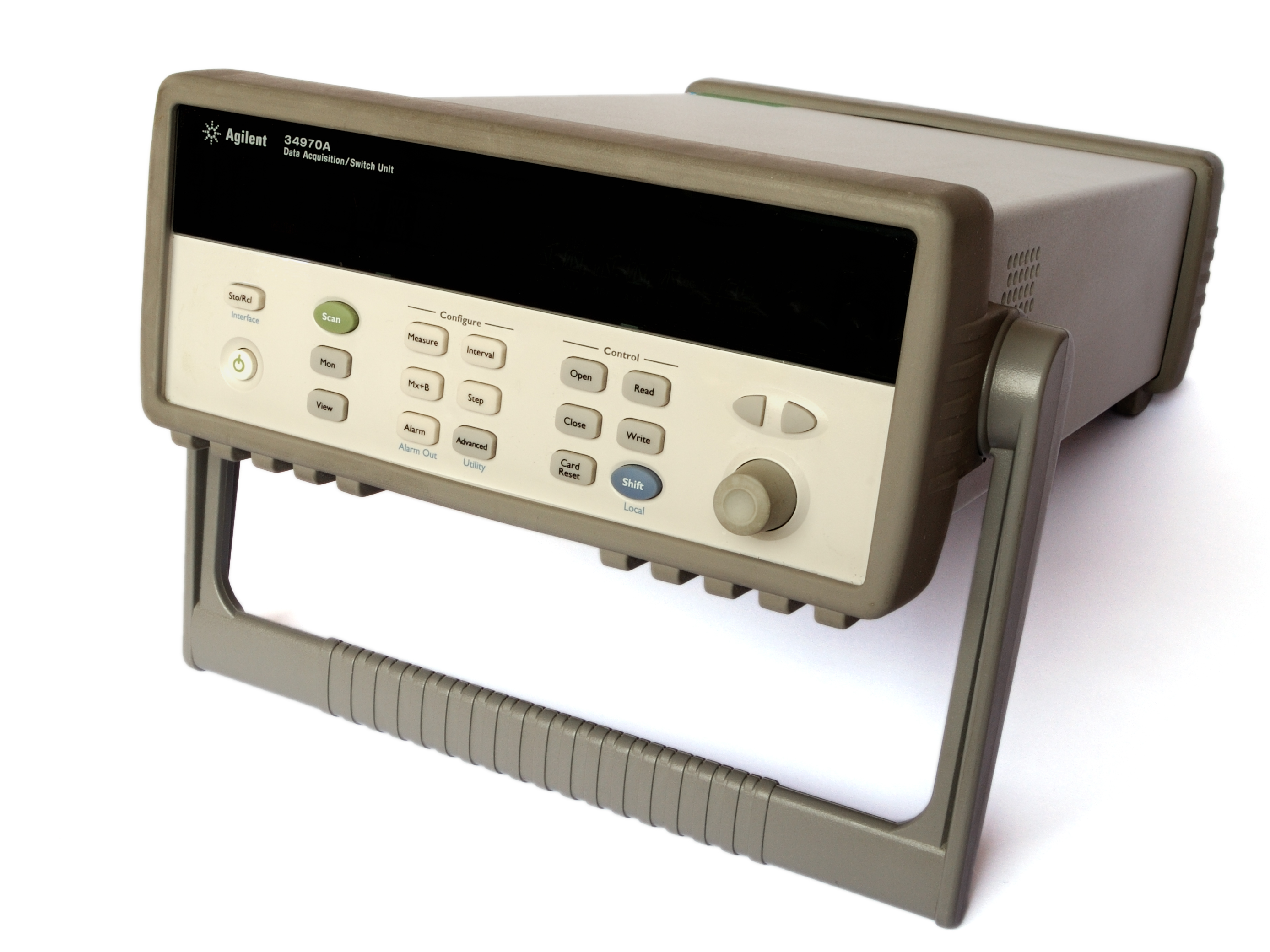
Une centrale d'acquisition
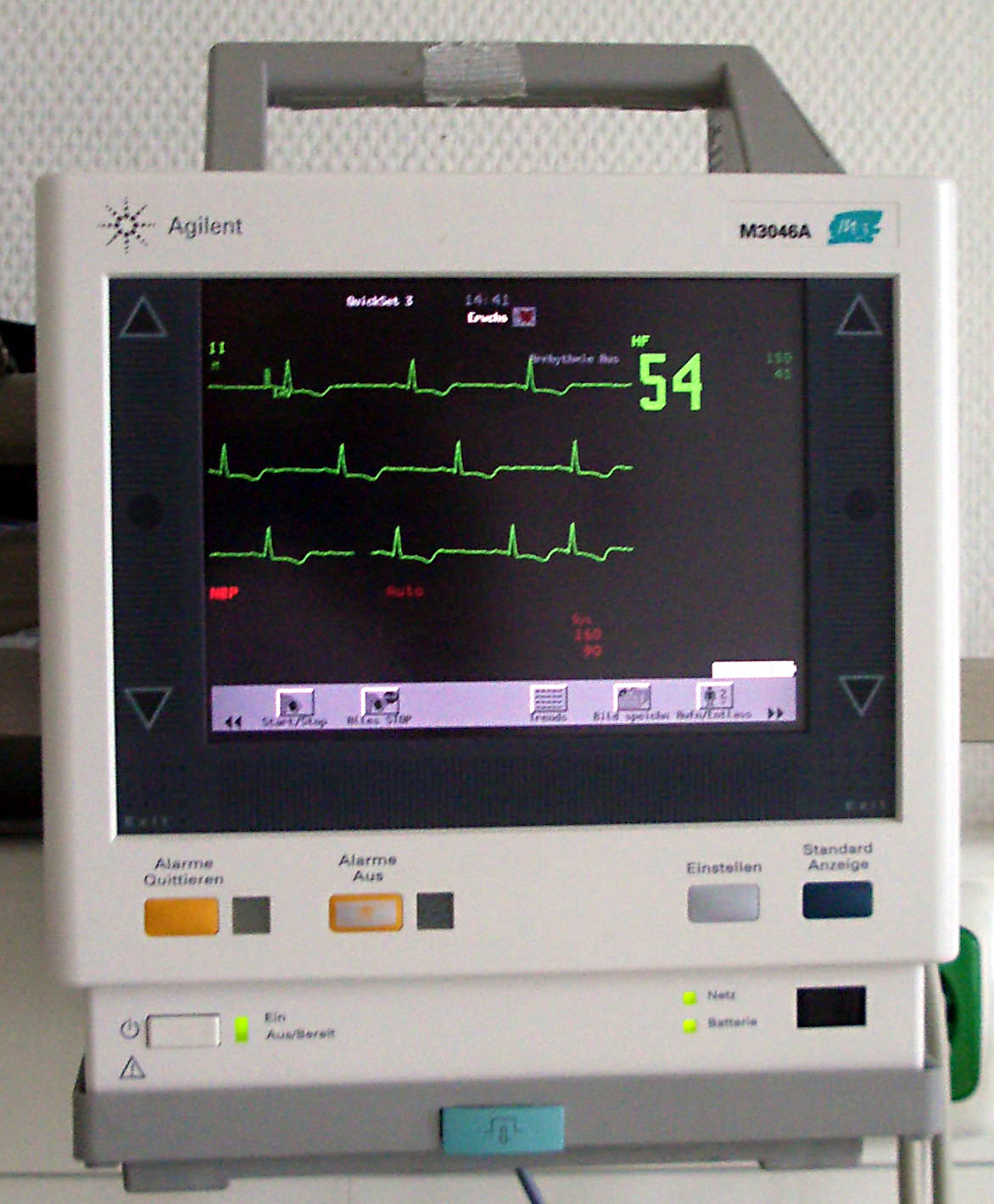
Un moniteur médical